# 郑剑戈
郑剑戈（1964年6月—），广东茂名人，汉族，中国共产党党员。中华人民共和国政治人物、第十三届全国人民代表大会广东地区代表。2017年8月9日至2021年1月16日任汕头市人民政府市长，2018年2月24日，当选为第十三届全国人大代表，2021年1月至2023年1月任广东省人大常委会农业农村委员会主任。

## 违法违纪被捕
2024年4月，因严重违法违纪，接受广东省纪委监委立案调查，同年8月26日调查完畢，被开除党籍和公职處分，並收缴其违纪违法所得，移送至江门市人民检察院审查起诉。